# Tom McLoughlin
Pour les articles homonymes, voir McLoughlin.
Tommy "Tom" McLoughlin, né le 19 juillet 1950 à Los Angeles, est un réalisateur et scénariste américain.

## Biographie
Tommy McLoughlin est né en 1950 et réalise des imitations de Charlie Chaplin dès ses six ans. Âgé de 20 ans, il s'installe à Paris pour suivre les cours du mime Marcel Marceau. Il rentre aux États-Unis en 1974 et organise la Los Angeles Mime Company, une troupe de mimes participant à des films ou des émissions de télévisions. La troupe se présente régulièrement dans l'émission Van Dyke et Company mais aussi The Merv Griffin Show (en) ou The Mike Douglas Show. McLoughlin participe aussi à l'écriture de scénario et obtient un Emmy pour l'émission de Van Dyke.
Il incarne aussi des robots dans plusieurs films comme Woody et les Robots (1973) de Woody Allen, Le Trou noir (1979) de Disney ou un monstre dans Prophecy : Le Monstre (1979). Pour Le Trou noir, en plus d'incarner le Capitaine S.T.A.R., il est crédité de la chorégraphie des séquences avec des humanoïdes. Il parvient aussi à faire engager sa femme Katee McClure qui double Yvette Mimieux pour les cascades.
Il est surtout connu pour avoir réalisé le sixième opus de la saga Vendredi 13.

## Filmographie

### Réalisateur
- 1982 : Nuit noire
- 1983 : Une nuit trop noire
- 1986 : Vendredi 13 : Jason le mort-vivant
- 1987 : Date with an Angel
- 1989 : Vendredi 13 (série télévisée, saison 2 épisodes 6 et 12 et saison 3 épisodes 1 et 2)
- 1991 : Vengeance diabolique (téléfilm)
- 1992 : Something to Live for: The Alison Gertz Story (en) (téléfilm)
- 1997 : Le Troisième Jumeau (téléfilm)
- 2001 : Sous le silence
- 2002 : Meurtre à Greenwich (téléfilm)
- 2003 : FBI : Portés disparus (série télévisée, saison 1 épisode 12)
- 2004 : À la dérive (téléfilm)
- 2005 : En détresse (Odd Girl Out) (téléfilm)
- 2006 : Le Prix de la différence (téléfilm)
- 2007 : Saving Grace (série télévisée, saison 1 épisode 11)
- 2008 : Fab Five : Le scandale des pom pom girls (téléfilm)
- 2010 : 20 ans d'injustice (téléfilm)
- 2010 : Patricia Cornwell : Tolérance zéro (téléfilm)

### Scénariste
- 1982 : Nuit noire
- 1986 : Vendredi 13 : Jason le mort-vivant
- 1986-1987 : Histoires fantastiques (série télévisée, saison 2 épisodes 8 et 18)
- 1987 : Date with an Angel
- 1989 : Vendredi 13 (série télévisée, saison 2 épisode 12 et saison 3 épisodes 1 et 2)
- 1997 : Le Mystère des fées : Une histoire vraie

### Acteur
- 1979 : Prophecy : Le Monstre : l'ours Kathadin
- 1979 : Le Trou noir : Capitaine S.T.A.R.
- 1981 : La Femme qui rétrécit : Toy
- 1985 : Alice au pays des merveilles : Le Jabberwocky
- 1987 : Date with an Angel : l'homme dans l'église
- 1988 : Critters 2 : le garde de l'église